# Henry Gideon
Henry Gideon   (Louisville, 1877 - 1955), fou un músic estatunidenc.
Estudià en la Universitat Harvard, i el 1898 fou nomenat organista i mestre de cors del temple israelita de Boston, càrrec en el que va romandre molts anys.
És autor de diverses composicions vocals, i a més, va escriure, els treballs següents: When Goethe was inspired (1909); Bayreuth and Richard Wagner (1909); Anton Rubinstein (1909); Reger, Strauss and Nikisch (1910), i Music Dramas of Richard Strauss (1910).